# Cisempur (Cibalong)
Cisempur is een bestuurslaag in het regentschap Tasikmalaya van de provincie West-Java, Indonesië. Cisempur telt 4257 inwoners (volkstelling 2010).